# M. F. K. Fisher
Pour les articles homonymes, voir Fisher.
Mary Frances Kennedy Fisher, mieux connue sous la signature M. F. K. Fisher, née Mary Frances Kennedy le 3 juillet 1908 à Albion, au Michigan, et morte le 22 juin 1992 à Glen Ellen, en Californie, est une femme de lettres et traductrice américaine, spécialiste de la gastronomie.

## Biographie
Son père, Rex Bretonn Kennedy, déménage en 1911 avec sa famille à Whittier, en Californie, où il devient propriétaire et rédacteur en chef du journal local et où grandit Mary Frances, l'aînée de ses quatre enfants. Élève indisciplinée, elle fréquente néanmoins de très réputées institutions d'enseignement privées. Elle fréquente pendant un an l'Occidental College, où elle rencontre Alfred "Al" Fisher, dont elle tombe amoureuse et qu'elle épouse le 5 septembre 1929. Elle accompagne ensuite en France son époux qui s'est inscrit à la Faculté des Lettres de l'université de Bourgogne. Là, pendant trois ans, elle fréquente des classes à l'université et suit des cours de peinture et de sculpture à l'École des Beaux-Arts. En outre, Lawrence Clark Powell (en), un ami du couple étudiant lui aussi à Dijon, lui fait découvrir la gastronomie française.
À son retour en Californie, Al décroche une charge d'enseignement à l'Occidental College. Mary Frances, encouragée par des amis du couple, se lance de son côté dans des recherches sur la gastronomie à la Los Angeles Public Library (en) et commence à publier des articles sur l'art de la cuisine dans des magazines. Son premier essai sur la gastronomie, Le Fantôme de Brillat-Savarin (Serve It Forth, 1937), diffère totalement des ouvrages sur la cuisine jusqu'alors publiés par des femmes aux États-Unis, à tel point que beaucoup de critiques croient qu'il a été écrit par un homme. L'ouvrage connaît un grand succès et reçoit des critiques élogieuses, notamment du Harper's Monthly, du New York Times et du Chicago Tribune. La vie privée des époux Fisher est moins brillante : les relations entre mari et femme battent de l'aile et, après un séjour en Europe, ils décident, en 1938, de se séparer en attente d'un divorce. 
En 1939, sous le pseudonyme de Victoria Berne et en collaboration avec son amant Dillwyn Parrish, elle écrit Touch and Go, un roman d'amour qui ne rencontre aucun succès. Elle écrira d'autres romans, tous refusés par les éditeurs, alors que ses ouvrages humoristiques et bien documentés sur la gastronomie obtiennent des tirages impressionnants. C'est le cas de Biographie sentimentale de l'huître (Consider the Oyster, 1941), ouvrage où les anecdotes, les informations pertinentes et les recettes de cuisine mettant en valeur ce mollusque font bon ménage. 
L'humour un peu absurde et inimitable de Mary Frances Kennedy Fisher attire l'attention des studios d'Hollywood. En mai 1942, elle signe un contrat avec ParamountStudios et rédige des textes comiques pour Bob Hope, Bing Crosby et Dorothy Lamour.
Nos belles années d'avant-guerre (The Gastronomical Me), une autobiographie qui fait la part belle à la gastronomie, paraît en 1943, l'année même où elle donne naissance à une fille Anne Kennedy Parrish.
Paramount met fin à son contrat en 1944 et, lors d'un voyage à New York, elle tombe amoureuse de l'éditeur Donald Friede. Elle l'épouse et il lui ouvre les portes des grands magazines, dont  Atlantic Monthly, Vogue, Town and Country, où elle devient la grande spécialiste des articles sur la cuisine et la gastronomie.
En 1949, elle traduit en anglais Physiologie du goût de Jean Anthelme Brillat-Savarin, permettant ainsi de répandre les thèses du gastronome français en Amérique du Nord.
Le 8 août 1950, Don Friede et M. F. K. Fisher divorcent.
Après la mort de son père, en juin 1953, elle liquide la succession et, déçue par l'éducation que reçoivent ses enfants dans les établissements américains, décide de s'installer avec eux à Aix-en-Provence en 1954. Elle rentre en Californie l'année suivante et achète une maison victorienne à Saint Helena, où elle réside jusque dans les années 1970. Elle se déplace toutefois périodiquement, avec toute sa famille en Suisse, au Mississippi, ou encore au Nevada. Elle continue, pendant cette période, de publier des ouvrages de gastronomie, des livres de cuisine et des articles dans des magazines. En marge, elle rédige aussi un journal intime et des mémoires, dont une partie sera publiée juste avant sa mort : Le Petit Chien d'Aix-en-Provence (The Boss Dog: A Story of Provence, 1990) ; Une mariée à Dijon (Long Ago in France: The Years in Dijon, 1991) ; Aviser la fin : histoires et souvenirs (To Begin Again: Stories and Memoirs 1908–1929, 1992).
Pour l'ensemble de son œuvre, elle a reçu, en 1983, le Robert Kirsch Award, un prix honorifique associé au Los Angeles Times Book Prize.

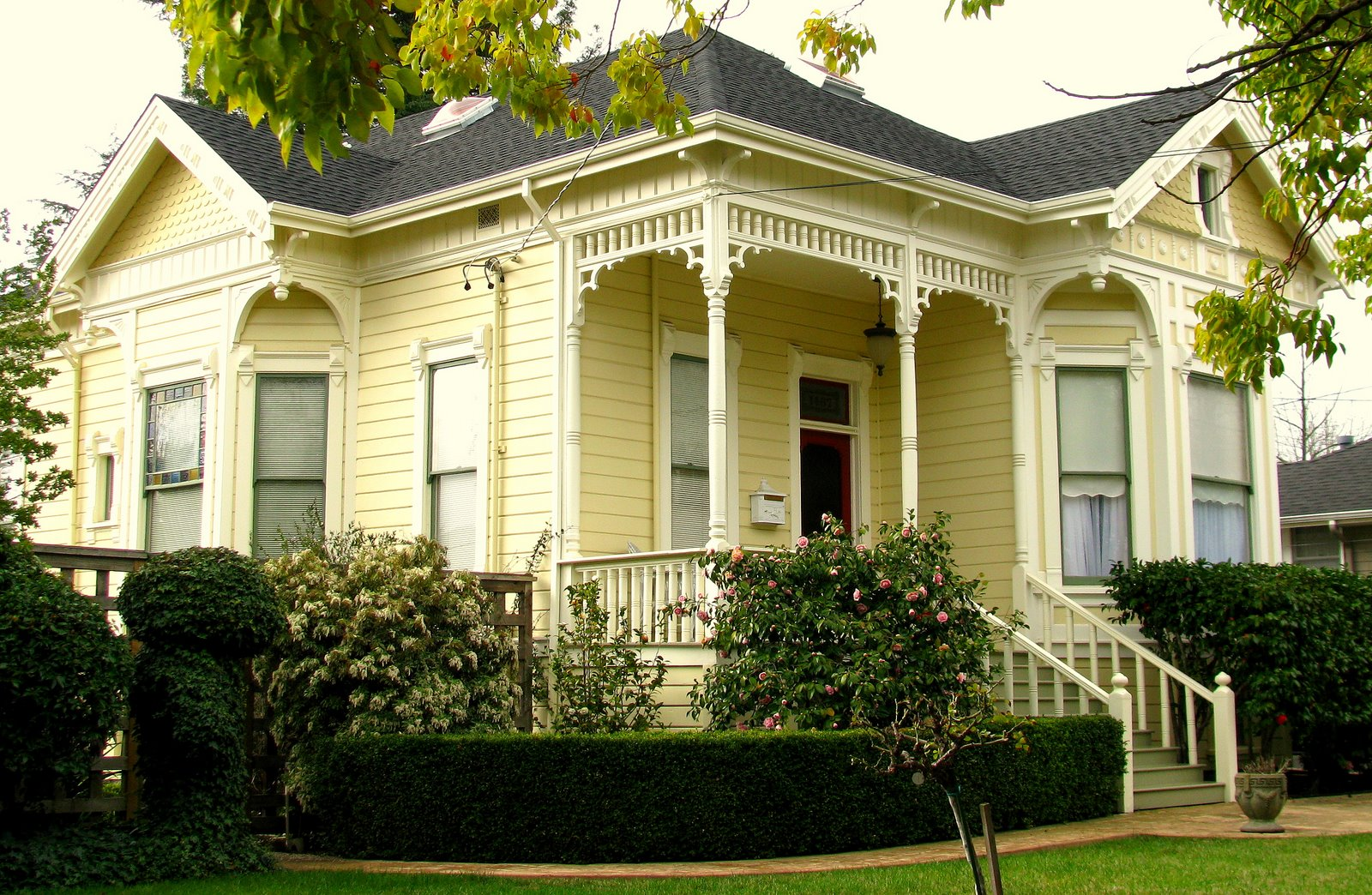
Résidence de M. F. K. Fisher à Saint Helena.

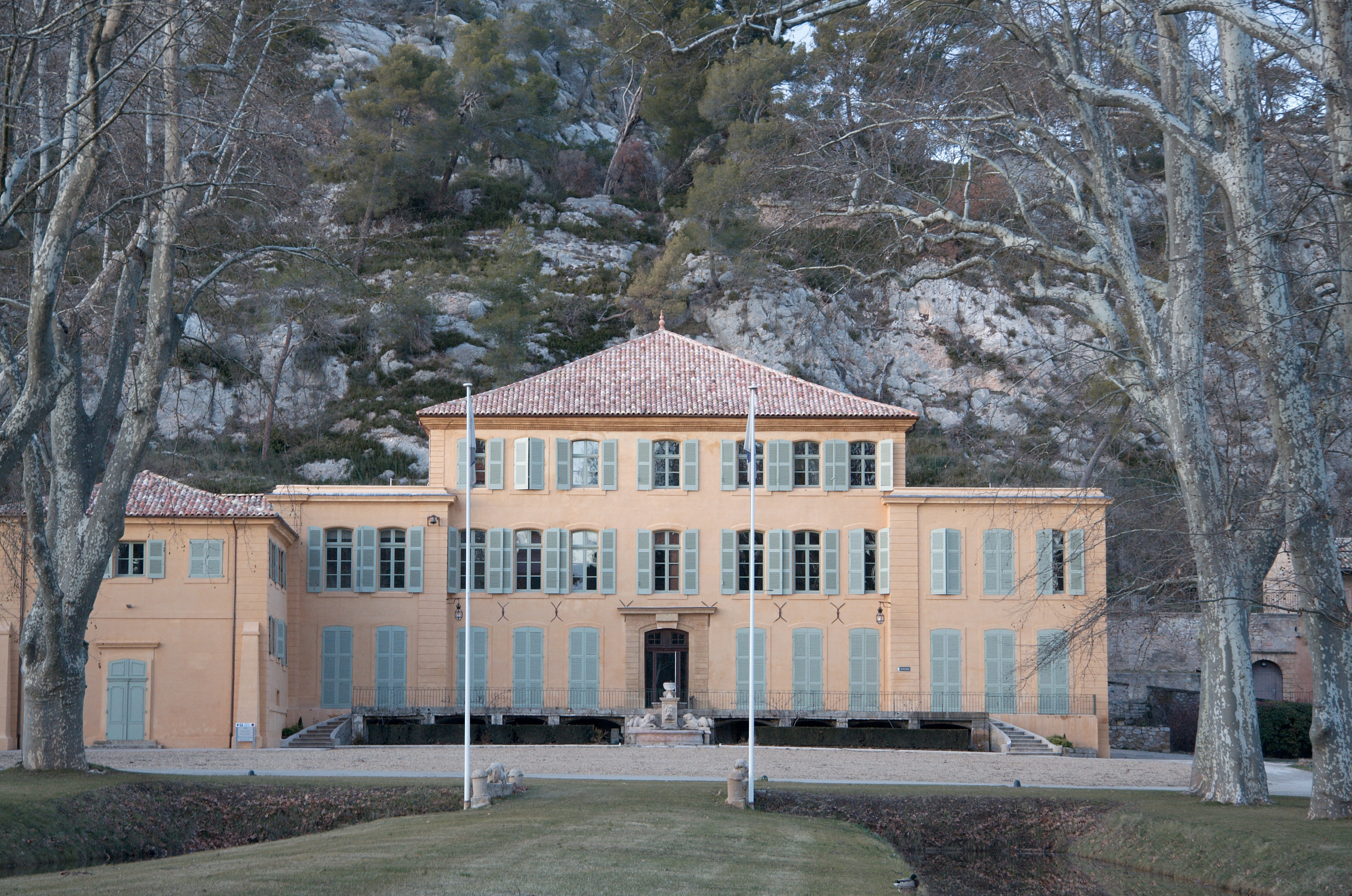
Résidence de M. F. K. Fisher pendant son séjour à Aix-en-Provence.

## Œuvre

### Essais
- Serve It Forth (1937) Publié en français sous le titre Le Fantôme de Brillat-Savarin, Paris, Anatolia, 1996  (ISBN 2-909848-14-0) ; réédition, Paris, Le Serpent à plumes, coll. « Motifs » no 259, 2006  (ISBN 2-268-05851-4)
- Consider the Oyster (1941) Publié en français sous le titre Biographie sentimentale de l'huître, Paris, Anatolia, 1995  (ISBN 2-909848-13-2) ; réédition, Monaco/Paris, Éditions du Rocher, coll. « Anatolia », 2002  (ISBN 2-268-04429-7)
- How to Cook a Wolf (1942) Publié en français sous le titre Un loup au dîner, Monaco/Paris, Éditions du Rocher, coll. « Anatolia », 2003  (ISBN 2-268-04864-0)
- Here Let Us Feast, A Book of Banquets (1946)
- Not Now but Now (1947)
- An Alphabet for Gourmets (1949)
- The Art of Eating (1954)
- A Cordiall Water: A Garland of Odd & Old Receipts to Assuage the Ills of Man or Beast (1961) Publié en français sous le titre L'Élixir d'amour et autres recettes pour soulager les maux des hommes et des bêtes, Monaco/Paris, Éditions du Rocher, coll. « Anatolia », 2003  (ISBN 2-268-04740-7)
- The Story of Wine in California (1962)
- Map of Another Town: A Memoir of Provence (1964)
- The Cooking of Provincial France (1968)
- With Bold Knife and Fork (1969)
- Among Friends (1971)
- A Considerable Town (1978) Publié en français sous le titre Marseille l'insolite, Monaco/Paris, Éditions du Rocher, coll. « Anatolia », 2006  (ISBN 2-268-06025-X)
- Not a Station but a Place (1979)
- As They Were (1982)
- Sister Age (1983)
- Spirits of the Valley (1985)
- Fine Preserving:  M.F.K. Fisher's Annotated Edition of Catherine Plagemann's Cookbook (1986)
- Dubious Honors (1988)
- Aphorisms of Jean Anthelme Brillat-Savarin from His Work, The Physiology of Taste (1998)

### Mémoires, correspondances, journaux intimes
- The Gastronomical Me (1943) Publié en français sous le titre Nos belles années d'avant-guerre, Monaco/Paris, Éditions du Rocher, coll. « Anatolia », 2006  (ISBN 2-268-04198-0)
- The Boss Dog: A Story of Provence (1990) Publié en français sous le titre Le Petit Chien d'Aix-en-Provence, Monaco/Paris, Éditions du Rocher, coll. « Anatolia », 2004  (ISBN 2-268-05098-X)
- Long Ago in France: The Years in Dijon (1991) Publié en français sous le titre Une mariée à Dijon, Monaco/Paris, Éditions du Rocher, coll. « Anatolia », 2001  (ISBN 2-268-04090-9)
- To Begin Again: Stories and Memoirs 1908–1929 (1992) Publié en français sous le titre Aviser la fin : histoires et souvenirs, Monaco/Paris, Éditions du Rocher, coll. « Anatolia », 2005  (ISBN 2-268-05426-8)
- Stay Me, Oh Comfort Me: Journals and Stories 1933–1941 (1993), publication posthume
- Last House: Reflections, Dreams and Observations 1943–1991 (1995), publication pothume
- A Life in Letters (1998), publication posthume
- Two Kitchens in Provence (1999), publication posthume
- From the Journals of M.F.K. Fisher (1999), publication posthume
- Home Cooking:  An Excerpt from a Letter to Eleanor Friede, December, 1970 (2000), publication posthume

### Traduction
- The Physiology of Taste de Jean Anthelme Brillat-Savarin (1949)

### Roman sous le pseudonyme de Victoria Berne
- Touch and Go (1939), en collaboration avec Dillwyn Parrish

## Sources
- Joan Reardon, Poet of the Appetites, New York, North Point Press, 2004  (ISBN 0-86547-562-8)